# Drimia pancration
Drimia pancration là một loài thực vật có hoa trong họ Măng tây. Loài này được (Steinh.) J.C.Manning & Goldblatt mô tả khoa học đầu tiên năm 2003.